# Solsteinhaus
Le Solsteinhaus est un refuge de montagne dans le massif des Karwendel, appartenant au Club alpin autrichien.

## Géographie
Le refuge se situe entre le Nordkette et le groupe de l'Erlspitze.

## Histoire
Le refuge ouvre en 1914. Il est rénové en 2007.
Dans la soirée du 7 juin 2006, l'ours JJ1, appelé Bruno, est aperçu au Solsteinhaus. Le lendemain, on trouve plusieurs grandes empreintes de pattes d'ours de 15 à 20 centimètres à côté du bâtiment.

## Accès
- De Zirl : 2 heures et demie de marche
- De Scharnitz : 5 heures

## Sites à proximité
Refuges
- Refuge de Nördling : 4 heures et demie de marche
- Eppzirler Alm : 3 heures
- Nouveau refuge de Magdeburg : 1 heure et demie
- Refuge du Pfeise : 6 heures

Sommets
- Grosser Solstein (2 541 m)
- Kleiner Solstein (2 637 m)
- Kuhljochspitze (2 297 m)
- Erlspitze (2 405 m)